# 喬治·迪羅
喬治·迪羅（英語：George Dureau，1930年12月28日—2014年4月7日），是一位美国视觉艺术家，他从事行业超过四十年，并以木炭素描与黑白图像为著。他的作品通常被视为同性恋趋势。他出生于路易斯安那州。
2014年4月7日，他因阿兹海默症去世，享年84岁。